# Вулиця Віри Гордієнко
Вулиця Віри Гордієнко — вулиця у місті Сміла Черкаської області. Розпочинається від вул. Василя Стуса, закінчується неподалік вул. Федорова. Названа на честь депутатки Смілянської міської ради Віри Гордієнко, яка надавала прихисток підпільникам у часи війни.